# New Hampton (Iowa)

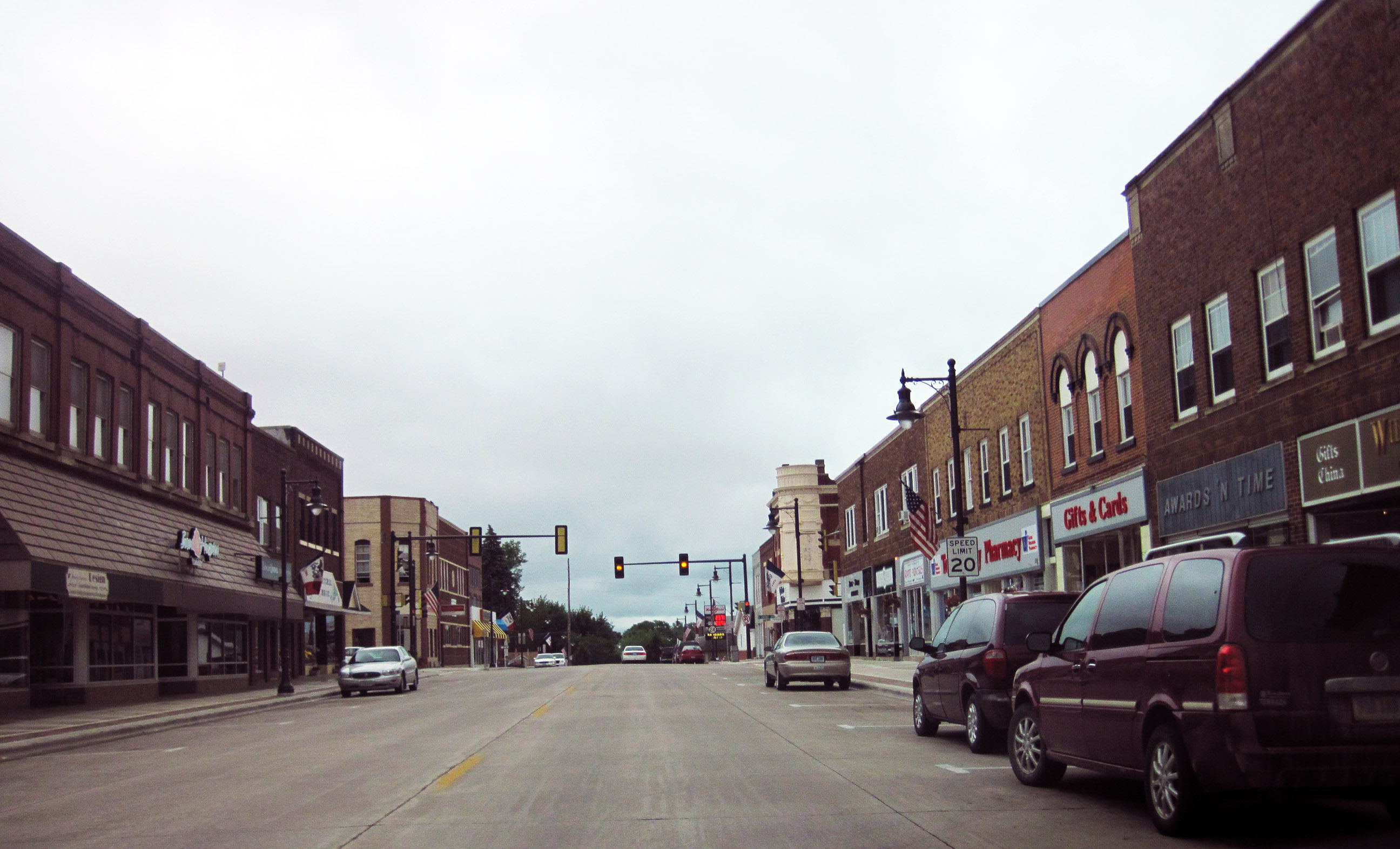
Hoofdstraat van New Hampton

New Hampton is een plaats (city) in de Amerikaanse staat Iowa, en valt bestuurlijk gezien onder Chickasaw County.

## Demografie
Bij de volkstelling in 2000 werd het aantal inwoners vastgesteld op 3692. In 2006 is het aantal inwoners door het United States Census Bureau geschat op 3495, een daling van 197 (-5,3%).

## Geografie
Volgens het United States Census Bureau beslaat de plaats een oppervlakte van 7,5 km², geheel bestaande uit land. New Hampton ligt op ongeveer 353 m boven zeeniveau.

## Plaatsen in de nabije omgeving
De onderstaande figuur toont nabijgelegen plaatsen in een straal van 20 km rond New Hampton.